# Pueblo Nuevo Solís
Pueblo Nuevo Solís är en ort i kommunen Temascalcingo i delstaten Mexiko i Mexiko. Samhället hade 995 invånare vid folkräkningen 2020. Staden är belägen precis norr om kommunens huvudort Temascalcingo de José María Velasco.